# 沃洛什卡河
61°41′58″N 39°14′17″E / 61.69944°N 39.23806°E

沃洛什卡河是俄羅斯的河流，由阿爾漢格爾斯克州負責管轄，屬於奧涅加河的右支流，河道全長260公里，流域面積約7,100平方公里，河水主要來自雨水和融雪，每年十一月中旬至翌年四月下旬結冰。